# Agré
Agré, agrée, eller agreerad, är en titel, som Konstakademien före 1887 tilldelade yngre konstidkare, som inte ansågs mogna att upptas som ledamöter, men som verkade i akademiens anda. I Kungliga Musikaliska Akademien utsågs åtta agréer mellan åren 1820 och 1850.
Ordet är, något felaktigt, bildat av franskans agréger, från latinets aggregare, av ad 'till', och grex 'hjord', 'sällskap', 'klubb', dvs. 'uppta någon som medlem' – eller en försvenskad form av franskans agréer, av gré, 'tycke', 'smak', 'behag', från latinets gratum, 'det som är behagligt'.